# Касина, Екатерина Юрьевна
Екатерина Юрьевна Касина (30 мая 1993, Иркутск) — российская футболистка, защитница. Мастер спорта России (2016).

## Биография
Начинала заниматься футболом в Иркутске. По состоянию на 2009 и 2012 годы выступала за местный клуб «Рекорд». Также занималась судейством матчей по футболу и мини-футболу.
С 2014 года выступала в высшей лиге России за клуб «Кубаночка» (Краснодар). Дебютный матч провела 2 октября 2014 года против «Мордовочки». За следующие пять сезонов сыграла 56 матчей в высшем дивизионе. Финалистка Кубка России 2015 и 2016 годов. Бронзовый призёр чемпионата России 2019 года.
С 2020 по 2023 годы играла за «Енисей».
Сыграла несколько матчей за молодёжную сборную России.